# پایگاه هوایی چرنیاخوفسک
پایگاه هوایی چرنیاخوفسک (به انگلیسی: Chernyakhovsk (air base)) یک فرودگاه نظامی است که یک باند فرود بتن دارد و طول باند آن ۲۵۰۰ متر است. این فرودگاه در شهر چرنیاخوفسک کشور روسیه قرار دارد و در ارتفاع ۴۰ متری از سطح دریا واقع شده‌است.